# Сембинов, Булат Каскенович
Булат Каскенович Сембинов (каз. Болат Қаскенұлы Сембинов; 3 ноября 1958, с. Капланбек, Сарыагашский р-н, Чимкентская обл., Казахская ССР) — представитель высшего командования Вооружённых сил Республики Казахстан, генерал-лейтенант, заместитель министра обороны Республики Казахстан (2003—2010).

## Биография
Родился 3 ноября 1958 года в селе Капланбек Сарыагашского района Чимкентской области.
В 1980 году окончил Киевское высшее военно-морское политическое училище.
Офицерскую службу начал с должности секретаря комитета ВЛКСМ отдельного дивизиона десантных кораблей Каспийской флотилии.
С сентября 1981 года — заместитель командира сторожевого корабля по политической части, заместитель командира дивизиона сторожевых кораблей по политической части, заместитель начальника политического отдела бригады кораблей охраны водного района Каспийской флотилии.
В 1991 году окончил военно-морской факультет Военно-политической академии имени В. И. Ленина. По окончании академии проходил службу в должностях заместителя начальника военно-политического отдела бригады кораблей охраны водного района Тихоокеанского флота, старшего преподавателя кафедры общественных наук, помощника начальника училища по правовой работе Алма-Атинского высшего военного общевойскового командного училища.
С мая 1994 года — начальник отдела договорных отношений по военным вопросам управления договорных и внешних связей Министерства обороны Республики Казахстан. Принимал непосредственное участие в процессе становления международного военного сотрудничества.
В декабре 1996 года назначен начальником Управления делами — секретарём военной коллегии МО РК.
С июня 1997 по август 1998 года проходил службу на должностях помощника Министра обороны Республики Казахстан, руководителя Аппарата Министра обороны Республики Казахстан.
В августе 1998 года назначен начальником Аппарата Министра обороны Республики Казахстан.
В сентябре 2003 года Распоряжением Президента Республики Казахстан назначен заместителем Министра обороны Республики Казахстан.
Генерал-лейтенант Б. Сембинов ответственен за развитие международного военного сотрудничества, строительство миротворческой составляющей Вооруженных Сил, участие контингентов в составе многонациональных и коалиционных сил.
Непосредственно руководил разработкой Военной доктрины Республики Казахстан, принятой в 2007 году.
5 ноября 2010 года освобождён от занимаемой должности в связи с переходом на другую работу.

## Награды
- Орден «Данк» II степени
- Орден «Айбын» II степени
- Медаль «За боевые заслуги»
- Памятная медаль «Астана»
- Юбилейная медаль «10 лет независимости Казахстана»
- Юбилейная медаль «10 лет Вооружённых сил Республики Казахстан»
- Медаль «За безупречную службу» 3 степени (Казахстан)
- Юбилейная медаль «70 лет Вооружённых сил СССР»
- Медаль «За безупречную службу» I, II и III степени (СССР)
- Юбилейная медаль «300 лет Российскому флоту» (Россия)
- Медаль «10 лет Вооружённых сил Кыргызской Республики» (Кыргызстан)
- Медаль «Легион Почёта» (США, 2010)[3]

## Хобби
Увлечения: книги, искусство, путешествия. Спорт — пауэрлифтинг.